# پای آب‌دوغ
پای آب‌دوغ (انگلیسی: Buttermilk pie) یک پای در غذاهای آمریکایی است. این پای که با غذاهای جنوب ایالات متحده مرتبط است، یکی از پای‌های ناامیدی است که با استفاده از مواد اولیه ساده و اصلی درست می‌شود.